# Jean Boubée
Pour les articles homonymes, voir Boubée.
Pas d'image ? Cliquez ici

a Compétitions nationales et continentales officielles uniquement.

b Matchs officiels uniquement.
Dernière mise à jour le  .
Jean Boubée, né le 11 octobre 1900 à Biarritz (France) et mort le 7 avril 1973 à Paris (France), est un joueur international français de rugby à XV de 1,80 m pour 83 kg, ayant évolué au poste de troisième ligne aile.

## Biographie
Jean Boubée a joué en sélection nationale, à l'Aviron bayonnais durant son adolescence, puis au Biarritz olympique, au SCUF, au Stadoceste tarbais, et enfin au SU Agen. 
Il est chef de vente pour une entreprise.
Son cousin germain Roger Boubé (sans e) est champion de France en 1939, au poste de demi de mêlée avec le Biarritz olympique.

## Statistiques en équipe nationale
- 9 sélections en équipe de France de 1921 à 1925
- Participation à quatre Tournois des Cinq Nations.

## Palmarès
- Vainqueur du Championnat de France en 1920 avec le Stadoceste tarbais.